# AMI (Ferrara)
AMI, acronimo di Agenzia Mobilità Impianti, è l'azienda che si occupa del monitoraggio, della qualità e dell'efficienza del servizio di trasporto pubblico di Ferrara, nonché proprietaria dei beni immobili aziendali di ACFT.
Dal 1º dicembre 2008 ACFT è tornata a gestire il trasporto pubblico locale per garantire la fusione per incorporazione di ACFT con ATC di Bologna la quale ha imposto l'incasso dei proventi della biglietteria ad ACFT e non più ad AMI. All'Agenzia della Mobilità spetterà quindi, oltre al controllo dell'affidabilità dell'esercizio pubblico, l'assegnazione dell'esercizio del trasporto pubblico nel bacino della provincia di Ferrara.

## Sede
Le sedi aziendali di AMI e ACFT si trovano a Ferrara in via Trenti 35. La medesima sede ospita anche il deposito automezzi. Il capolinea delle linee extraurbane è in Rampari di San Paolo. 
Nel 2008 è stato aperto un nuovo terminal per le linee extraurbane in via del Lavoro, dietro la Stazione di Ferrara.
Dopo i restauri alla stazione è stato riaperto il Punto Bus per la vendita dei biglietti e che funge anche da punto di informazione turistica perché sono esposti i tragitti e gli orari dei bus in partenza dalla stazione.